# 稻場流花
稻場流花（稲場るか，2000年1月8日—），日本AV女優。所屬事務所是LiStarPro。

## 簡歷
2019年3月以E-BODY的專屬女優身分出道。
2019年5月13日脫離專屬女優，成為企劃單體女優。
2020年3月，所屬事務所從C-more ENTERTAINMENT轉移到Allpro。
「月刊FANZA」2020年4月號的「このAV女優がすごい!2020冬」中的女優綜合部門獲得第2名。2020年12月舉行的「FLASH 2020年現役最強セクシー女優BEST100」，在讀者投票中得到第31名。
2021年2月獲得「バレンタインチョコを貰いたいAV女優！アンケート」的第7名。
2022年10月2日於個人部落格宣布引退。
2023年4月24日重新開啟個人Twitter及Instagram。
2023年12月1日於個人Twitter宣布復出，更名為莉々はるか。

## 外部連結
- 稻場流花的X（前Twitter）（2019年2月12日 - ）
- 稻場流花的Instagram帳戶
- 稻場流花 (inaba_ruka) - note
- 稲場るか E-BODY 特設ページ （页面存档备份，存于） - E-BODY公式サイト
- 稲場るか FanCnetroアカウント （页面存档备份，存于）